# Eugène Richard (luthier)
Pour les articles homonymes, voir Richard et Eugène Richard (homonymie).
Eugène Richard est un luthier français.

## Biographie
Né à Lyons-la-Forêt et formé à Mirecourt (Vosges) chez Léon Mougenot, il s'installe à Rouen en 1932, au 202 de la rue de Martainville. Il crée aussi bien des violons, des mandolines, que des guitares. Il est notamment l'inventeur d'un violon à cinq cordes (collection de l'Espace Musical, C.A.E.M.).